# World Games 2025/Teilnehmer (Katar)
| Gelbes Symbol für Goldmedaillen mit stilisierten Olympischen Ringen | Graues Symbol für Silbermedaillen mit stilisierten Olympischen Ringen | Braundes Symbol für Bronzemedaillen mit stilisierten Olympischen Ringen |
| ------------------------------------------------------------------- | --------------------------------------------------------------------- | ----------------------------------------------------------------------- |
| —                                                                   | —                                                                     | —                                                                       |

Katar nahm an den World Games 2025 mit einem Athleten teil.

## Teilnehmer nach Sportarten

### Billard
| Athleten       | Wettbewerb | Vorrunde         | Vorrunde | Viertelfinale   | Viertelfinale | Halbfinale    | Halbfinale    | Finale        | Finale        | Rang |
| Athleten       | Wettbewerb | Gegner           | Erg.     | Gegner          | Erg.          | Gegner        | Erg.          | Gegner        | Erg.          | Rang |
| -------------- | ---------- | ---------------- | -------- | --------------- | ------------- | ------------- | ------------- | ------------- | ------------- | ---- |
| Männer         |            |                  |          |                 |               |               |               |               |               |      |
| Ali Al Obaidli | Snooker    | Kamal Chawla     | 2:0      | Alexander Widau | 2:0           | ausgeschieden | ausgeschieden | ausgeschieden | ausgeschieden | 5    |
| Ali Al Obaidli | Snooker    | Michael Georgiou | 2:0      | Alexander Widau | 2:0           | ausgeschieden | ausgeschieden | ausgeschieden | ausgeschieden | 5    |